# Bukovik (bergskedja)
Bukovik (makedonska: Буковик) är en bergskedja i Nordmakedonien. Den ligger i den västra delen av landet, 60 kilometer sydväst om huvudstaden Skopje.
Bukovik sträcker sig 7,4 kilometer i öst-västlig riktning. Den högsta toppen är Tepe, 1 510 meter över havet.
Topografiskt ingår följande toppar i Bukovik:
- Besjka
- Čingirli Rid
- Krasta
- Maja e Made
- Mečit
- Ronza
- Tepe

I omgivningarna runt Bukovik växer i huvudsak lövfällande lövskog. Runt Bukovik är det ganska tätbefolkat, med 75 invånare per kvadratkilometer.